# Олдруп Йенсен, Фредрик
Фредрик Олдруп Йенсен (норв. Fredrik Oldrup Jensen; род. 18 мая 1993, Порсгрунн, Телемарк) — норвежский футболист, полузащитник клуба НАК Бреда.

## Клубная карьера
Йенсен — воспитанник клуба «Одд». 9 апреля 2012 года в матче против «Лиллестрёма» он дебютировал в Типпелиге. 3 августа 2013 года в поединке против «Старта» Фредрик забил свой первый гол за «Одд». В 2017 году Йенсен перешёл в бельгийский «Зюлте-Варегем». 29 июля в матче против «Эйпена» он дебютировал в Жюпиле лиге. Летом 2018 года Фредрик на правах аренды перешёл в шведский «Гётеборг». 20 августа в матче против «Эстерсунда» он дебютировал в Аллсвенскан лиге. В 2019 году игрок на правах аренды вернулся в «Одд».
Летом 2020 года Йенсен перешёл в «Волеренгу». 16 июня в матче против «Сарпсборг 08» он дебютировал за новую команду. 12 июля в поединке против «Мьёндалена» Фредрик забил свой первый гол за «Волеренгу».
В начале 2024 года Йенсен подписал контракт с нидерландским НАК Бреда. 26 января в матче против «Хелмонд Спорт» он дебютировал в Эрстедивизи. 1 марта в поединке против «Йонг Утрехт» Фредрик забил свой первый гол за НАК Бреда. По итогам сезона игрок помог клубу выйти в элиту. 9 августа в матче против «Гронингена» он дебютировал в Эредивизи.